# Jancsó Béla (orvosi szakíró)
Kezdivásárhelyi Jancsó Béla (Marosújvár, 1903. július 25. – Kolozsvár, 1967. július 28.) közíró, kritikus, orvosi szakíró, Jancsó Elemér bátyja.

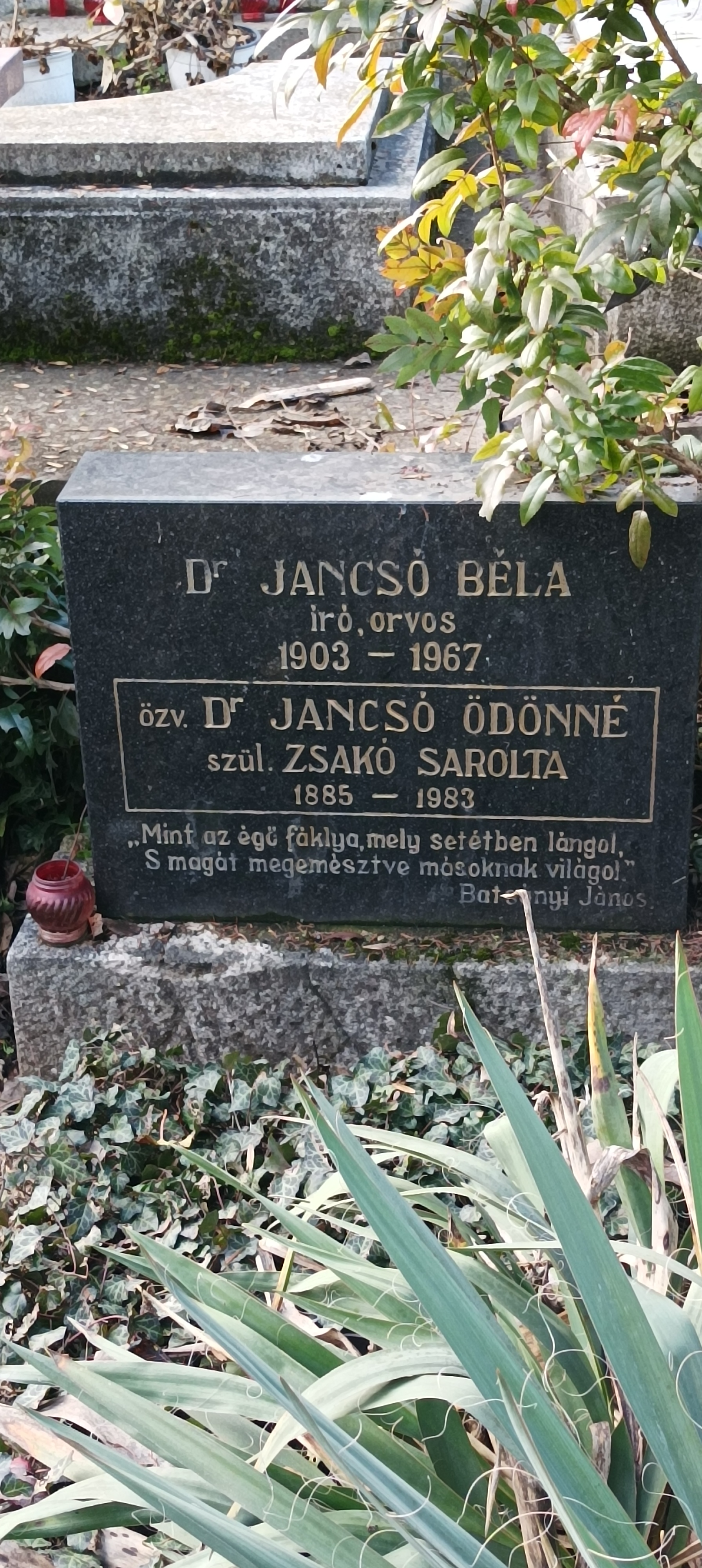
Édesanyjával közös sírja a Házsongárdi temetőben

## Életútja
Az ősrégi székely nemesi kezdivásárhelyi Jancsó családnak a sarja; ősük Jancsó János kézdivásárhelyi lovas nemes 1613. július 13-án Báthory Gábortól címeres nemeslevelet szerzett. Apja kezdivásárhelyi Jancsó Ödön (1875–1936) erdélyi magyar orvos, főorvos, belgyógyász, sebész, anyja Zsakó Sarolta.
A kolozsvári Református kollégiumban érettségizett 1921-ben. Budapesten, Kolozsvárt és Szegeden végezte egyetemi tanulmányait, majd orvosi pályára lépett, fogorvosi gyakorlata és orvostörténeti kutatásai mellett azonban diákkorától kezdve íróként is dolgozott. 1933-ban készített doktori tézisei az 1742–43. évi erdélyi pestisjárvány adatait dolgozzák fel. 1940 és 1944 között egyetemi tanársegéd volt, s hűen megőrizte mesterének, Valeriu Bologa professzornak a kolozsvári Orvostani Intézetbeli gyűjteményeit. A hadifogságban testi-lelki orvosa volt fogolytársainak, hazatérése után egy darabig a Bolyai Tudományegyetem könyvtárosa volt Bartalis János mellett. Közlekedési baleset áldozata lett.

## Irodalmi munkássága
A Gyulai Pál Önképzőkör elnökeként szerkesztette a kollégisták Remény c. lapját, ennek 1921. február 1-jei számában szembeszállt a konzervatív egyházi vezetőkkel, s néptestvériséget hirdetett a nemzeti elfogultságokkal szemben. Berzsenyi-tanulmányának helyet adott Budapesten a Nyugat (1926). Írásait a Vasárnap, Ellenzék, Újság, Vasárnapi Újság, Brassói Lapok, Erdélyi Helikon, Erdélyi Fiatalok, Pásztortűz, Erdélyi Szemle, Keleti Újság, Ifjú Erdély, majd a Művelődés közölte. Tagja volt a Tizenegyek írói csoportjának, maga is szerzőként szerepel ezen csoport 1923-ban megjelent, úttörő jelentőségű antológiájában, a Tizenegyek antológiájában a művészet lélektani és társadalmi jelentőségét fejtegető tanulmánya mellett az expresszionizmust bemutató, Baudelaire, Romain Rolland írói arcképét megrajzoló és egy Petőfiről szóló esszével is. „Székely szívtől a világ szívéig: ez a mi utunk” – ezzel a mottóval jelzi sajátos erdélyiségének nemzetközi humánumát és európaiságát.
Tanulmányt írt az elfelejtett Kölcseyről, Kemény Zsigmondról, Vajda Jánosról, kritikusként a figyelem központjába emeli Nyirő József, Tamási Áron, Kacsó Sándor, Tompa László, Sipos Domokos eredeti színekkel és mélységekkel jelentkező írásait. Makkai Sándor oldalán harcol Adyért, felfigyel Olosz Lajos költészetének plasztikus voltára. A korabeli romániai magyar kritikában etikai igényességével, szigorúságával is kitűnik: elég Áprily Lajos távozásakor írott cikkére (Áprily elmegy. Brassói Lapok, 1929. szeptember 1.) és a Jancsó Elemér 1935-ös Nyugatbeli tanulmánya körül támadt vitában elfoglalt álláspontjára (Erdélyi Fiatalok, 1935/2) hivatkozni, ahol a szülőföldhöz való hűséget, ill. a sajátos és korszerű kiegyensúlyozást kéri számon.
Életrajzírója, Mikó Imre így jellemzi: „...a romániai magyar irodalom indulását és a nemzedéki őrségváltást a húszas-harmincas évek fordulóján Jancsó Béla írásainak ismerete nélkül megérteni nem lehet.”
Az irodalomtól közügyi szerepet, népszolgálatot vár, de a népi öntudat legfőbb műhelyének a népnevelést tekinti. Gyakorlati megvalósításokra törekszik, hivatást lát abban, hogy a kolozsvári Székely Társaság főiskolás szakosztályát vezesse, főmunkatársként bekapcsolódjék az Erdélyi Fiatalok szerkesztésébe és falumunkájába, vagy hogy a Kacsó Sándor-féle ÁGISZ szövetkezet kiadásában megjelenő Hasznos Könyvtár szervezéséből kivegye részét. Az ifjúsági élet erjesztője, falumonográfiákat sürget, magyarul népszerűsíti a Gusti-féle falumunka rendszerét, s túl elvi különbségeken örömmel üdvözli az első kolozsvári magyar nyelvű munkás szavalókórust.
Eszmei alakulására Szabó Dezső volt hatással: a konzervatív erőkkel szemben a népi erők szellemi vezérét látta benne, s ha szélsőségeiben nem is, népmentő faluszemléletben és „harmadikutas” politikai magatartásban azzal a reménnyel követte, hogy a romániai magyarságot önerejének alkotó kifejtésére s mind a románsággal, mind a szászokkal közös társadalmi haladásra bírja. Ilyen szempontból élt fenntartással a Vásárhelyi Találkozóval szemben (1937), nem bízván abban, hogy ott a Hitel „jobb” és a Korunk „bal” oldala mint közvetlen barátai, Tamási Áron és Kacsó Sándor hirdették közös népi feladatokra volna egybekapcsolható. Filozófiai felfogásában inkább az ösztönösre hivatkozott, mint a tudatosra, nem véletlenül szélesítve érdeklődési körét a festészet, színjátszás, zene esztétikuma felé.
Orvosi-egészségügyi munkái: Egészségügyi tanácsadó az erdélyi magyar nép számára (a Kiáltó Szó Könyvei 2. szám, Kolozsvár, 1934); A szoptató anya és gyermeke (Kacsó Lászlóval, Hasznos Könyvtár, Brassó 1935); Harc az ember legapróbb, de legveszedelmesebb ellenségei ellen (Hasznos Könyvtár, Brassó 1936). 
Irodalmi és művészeti tárgyú írásait halála után Mikó Imre adta ki Irodalom és közélet címmel (1973).

## Főbb művei
- Egészségügyi tanácsadó az erdélyi magyar nép számára (a Kiáltó Szó Könyvei 2. szám, Kv. 1934)
- A szoptató anya és gyermeke (Kacsó Lászlóval, Hasznos Könyvtár, Brassó 1935)
- Harc az ember legapróbb, de legveszedelmesebb ellenségei ellen (Hasznos Könyvtár, Brassó, 1936)
- Irodalom és közélet. Cikkek, esszék, tanulmányok; bev. Mikó Imre; Kriterion, Bukarest, 1973 (Romániai magyar írók)
- Jancsó Béla levelezése; szerk. Cseke Péter; Kriterion, Kolozsvár, 2015–
  - 1. 1914–1930; 2015
  - 2. 1931–1934; 2016
  - 3. 1935–1940; 2019